# إدوارد جونز
إدوارد جونز (بالإنجليزية: Edward Jones )‏ (و. 1950 – 2012 م) هو سياسي، من الولايات المتحدة الأمريكية، كان عضوًا في الحزب الديمقراطي الأمريكي، توفي في مقاطعة هاليفاكس (كارولاينا الشمالية)، عن عمر يناهز 62 عاماً.

## مناصب
تولى منصب عضو مجلس نواب ولاية كارولينا الشمالية (1 يناير 2007–14 ديسمبر 2012).

## التعليم
تعلم في Western Piedmont Community College ‏.